# Klausjürgen Wussow
Klausjürgen Wussow (30 de abril de 1929 - 19 de junio de 2007) fue un actor germanoaustriaco.

## Biografía

### Inicios
Nacido en Kamień Pomorski, en la actual Polonia, Klausjürgen Wussow era uno de los cuatro hijos de un maestro cantor. Fue estudiante en el Städtebundtheaters de Waren, en la región de Mecklemburgo. Tras cumplir con su servicio militar, a partir de 1946 Wussow acudió al Richard-Wossidlo-Gymnasium, en Waren. Uno de sus compañeros de clase fue Heiner Müller. 

### Teatro
Tras debutar en el Volksbühne de Schwerin, actuó en locales como el Teatro Hebbel y el Theater am Schiffbauerdamm de Berlín, el Städtischen Bühnen de Fráncfort del Meno, y en teatros de Düsseldorf, Colonia, Zúrich y Múnich. Entre 1964 y 1986 formó parte del elenco del Burgtheater de Viena.

### Televisión
En los años 1970 Wussow trabajó principalmente en producciones televisivas, entre ellas la serie Der Kurier der Kaiserin, para la cual rodó 26 episodios. También protagonizó Sergeant Berry pero, tras trece episodios fue sustituido por Harald Juhnke. Otra serie protagonizada por él fue Ringstraßenpalais.
Wussow fue muy conocido por el público gracias a su papel de Profesor Brinkmann en 70 episodios de la serie televisiva Die Schwarzwaldklinik (1985–1988), emitida por ZDF. Gracias al enorme éxito de la producción, Wussow se retiró del Burgtheater en 1986. Unos 28 millones de espectadores vieron la serie. A Wussow le hubiera gustado ser médico (ver los libros de Wussow Mein Leben als Chefarzt y Professor Brinkmann und ich), motivo por el cual encarnó con especial alegría al Profesor Brinkmann. 
Entre los años 1996 y 2003 Wussow actuó también como director hospitalario en 23 entregas de la serie de ARD Klinik unter Palmen.

### Actor de voz
Además de actuar, Wussow también fue escritor, pintor y actor de voz (dobló al Juez Claude Frollo en la cinta de Walt Disney El jorobado de Notre Dame, en 1996). Wussow participó también en varias producciones de radioteatro, siendo por ejemplo en 1957 Peter Koslowski en las cinco partes de Am grünen Strand der Spree, producción de Südwestfunk dirigida por Gert Westphal.

### Vida privada
Wussow se casó cuatro veces. Tuvo una hija fruto de su primer matrimonio (1951 a 1960) con la actriz Jolande Franz (1927–2015). De su matrimonio con la actriz Ida Krottendorf (1960 a 1991) nacieron Barbara Wussow y Alexander Wussow, ambos también actores. Su yerno es el actor Albert Fortell. Su tercer matrimonio (1992 a 2003) fue con una periodista 26 años más joven, Yvonne Wussow. En 1993 nació un hijo, y la pareja se divorció en 2003. En 2004 Wussow se casó con Sabine Scholz, viuda del boxeador Bubi Scholz.

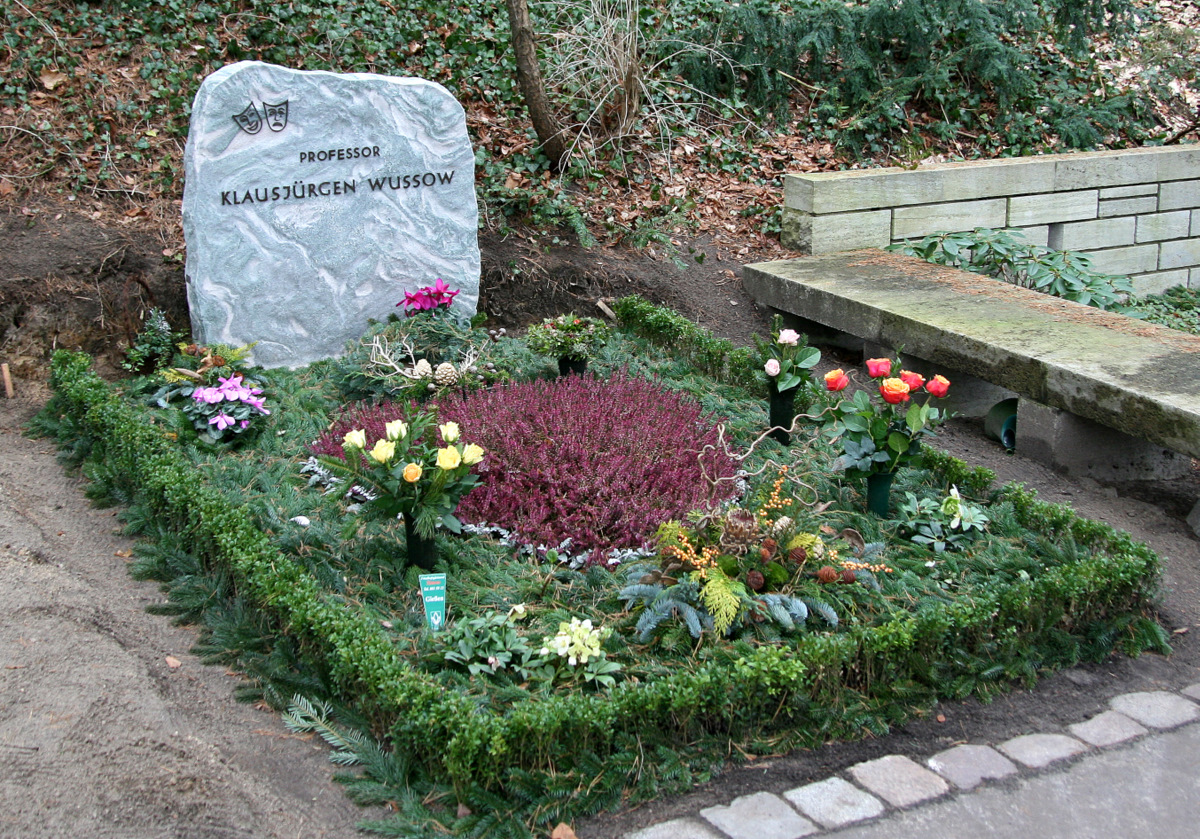
Tumba de Wussow

Wussow tuvo graves problemas económicos hacia el final de su vida, según medios con hasta tres millones de euros de deuda, declarándose en bancarrota en 2001.
Afectado de una demencia, Klausjürgen Wussow vivió en una residencia de ancianos en Strausberg a partir de julio de 2006. Falleció en Rüdersdorf el 19 de junio de 2007. 
A pesar de su deseo testamentario de ser enterrado junto a su segunda esposa, Ida Krottendorf, en el Cementerio de Grinzing, en Viena, el 30 de junio de 2007, tras un funeral en la Iglesia Memorial Kaiser Wilhelm de Berlín, fue enterrado en el Cementerio Friedhof Heerstraße. El sermón, según los deseos de Wussow, fue dicho por Jürgen Fliege.

## Premios
Wussow recibió, entre otros, los siguientes premios: Orden del Mérito de la República Federal de Alemania; nombramiento como ciudadano honorario de la República de Austria; catedrático honorario de una institución austriaca; premio Verleihung der Goldenen Kamera (1985); Premio Bambi (1985).

## Filmografía (selección)
- 1958 : Blitzmädels an die Front
- 1959 : Arzt aus Leidenschaft
- 1960 : Endstation Rote Laterne
- 1960 : Der rote Kreis
- 1960 : Soldatensender Calais
- 1960 : Eine Frau fürs ganze Leben
- 1960 : Agatha, laß das Morden sein!
- 1961 : Der grüne Bogenschütze
- 1961 : Im 6. Stock
- 1961 : Das letzte Kapitel
- 1962 : Heißer Hafen Hongkong
- 1963 : Jahre danach (telefilm)
- 1963 : Tod eines Handlungsreisenden (telefilm)
- 1963 : Der arme Bitos… oder Das Diner der Köpfe (telefilm)
- 1964 : Das Pferd (telefilm)
- 1964 : Die Tote von Beverly Hills
- 1965 : Yerma (telefilm)
- 1965 : Bernhard Lichtenberg (telefilm)
- 1965 y 1966 : Die fünfte Kolonne (serie TV), episodios Blumen für Zimmer 19 y Ein Auftrag für…
- 1966 : Rette sich, wer kann oder Dummheit siegt überall (telefilm)
- 1966 : Comando de asesinos
- 1967 : Con la muerte a la espalda
- 1968 : Graf Yoster gibt sich die Ehre (serie TV), episodio Die Straße nach unten
- 1969 : Schwester Bonaventura (telefilm)
- 1969 : Asche des Sieges (telefilm)
- 1971 : Hamburg Transit (serie TV), episodio 35 Minuten Verspätung
- 1970–1971 : Der Kurier der Kaiserin (serie TV), 26 episodios
- 1971 : Oliver (telefilm)
- 1971 : Der Kommissar (serie TV), episodio Lisa Bassenges Mörder
- 1974 : Sergeant Berry (serie TV), 13 episodios
- 1974 : Verurteilt 1910 (telefilm)
- 1975 : Am Wege (telefilm)
- 1975 : Monika und die Sechzehnjährigen
- 1978–1984 : Der Alte (serie TV), 3 episodios
- 1978 : Götz von Berlichingen mit der eisernen Hand
- 1979 : La lumière des justes (miniserie)
- 1979 : Tatort (serie TV), episodio Freund Gregor
- 1979–1997 : Derrick (serie TV), 6 episodios
- 1980 : Kolportage (telefilm)
- 1980 : Kabale und Liebe (telefilm)
- 1981 : Der Bockerer
- 1981 : Tarabas (telefilm)
- 1982 : Tatort (serie TV), episodio Trimmel und Isolde
- 1983 : Ringstraßenpalais (serie TV), episodio Eine Rechnung wird bezahlt
- 1983 : Liebe hat ihre Zeit (telefilm)
- 1983 : Mich wundert, daß ich so fröhlich bin (telefilm)
- 1983 : Das Traumschiff (serie TV), episodio Marokko
- 1984 : Heiße Wickel – kalte Güsse (serie TV)
- 1985 : Der Sonne entgegen (serie TV), 5 episodios
- 1985–1989 : Die Schwarzwaldklinik (serie TV), 71 episodios
- 1985 : Nägel mit Köpfen
- 1986 : Bitte laßt die Blumen leben
- 1986 : Hessische Geschichten (serie TV), episodio Die Fachdiagnose
- 1989 : Ein Geschenk des Himmels (telefilm)
- 1989 : Geld macht nicht glücklich (telefilm)
- 1990 : Wohin die Liebe fällt (telefilm)
- 1990 : Die spät bezahlte Schuld (telefilm)
- 1990 : Kartoffeln mit Stippe (serie TV)
- 1990–1993 : Ein Schloß am Wörthersee (serie TV), episodios Der Pechvogel y Die goldene Nase
- 1991 : Das Traumschiff (serie TV), episodio Disney World
- 1992 : Der Fotograf oder Das Auge Gottes (serie TV)
- 1992 : Die Sonne über dem Dschungel
- 1993 : La scalata (miniserie, 6 episodios)
- 1993 : Ein besonderes Paar (serie TV)
- 1993 : Wolffs Revier (serie TV), episodio Die Tochter
- 1993 : Ein unvergeßliches Wochenende (serie TV), episodio Auf Capri
- 1993 : Die Skrupellosen – Hörigkeit des Herzens (telefilm)
- 1993 : Familienehre (telefilm)
- 1994 : Cornelius hilft (serie TV), episodio Haifisch am Haken
- 1994 : Derrick (serie TV), episodio Gesicht hinter der Scheibe
- 1995 : Das Traumschiff (serie TV), episodio Mauritius
- 1995 : Liebling, ich muß auf Geschäftsreise (telefilm)
- 1995 : Ein Richter zum Küssen (telefilm)
- 1995 : Tatort (serie TV), episodio Mordnacht
- 1995 : Rosamunde Pilcher (serie TV), episodio Wolken am Horizont
- 1996–2003 : Klinik unter Palmen (serie TV), 23 episodios
- 1996 : Tanz auf dem Vulkan (miniserie)
- 1996 : Spiel des Lebens (serie TV), episodio Nachtasyl
- 1996 : Die Männer vom K3 (serie TV), episodio Tomskys letzte Reise
- 1996 : Mona M. – Mit den Waffen einer Frau (serie TV), episodio Unter Verdacht
- 1996 : Peter Strohm (serie TV), episodio Solo für die Primadonna
- 1997 : Ärzte (serie TV), episodio Vollnarkose
- 1997 : Die furchtlosen Vier
- 1998 : Wiedersehen in Palma (telefilm)
- 1999 : Herz über Bord (telefilm)
- 1999 : Evelyn Hamann's Geschichten aus dem Leben (serie TV), episodio Zwei kleine Affären
- 1999 : Gaukler der Liebe (telefilm)
- 1999–2000 : Siska (serie TV), episodios Die 10% Bande y Herrn Lohmanns gesammelte Mörder
- 2000 : Zwei Dickköpfe mit Format (telefilm)
- 2000 y 2003 : Unser Charly (serie TV), episodios Der blinde Passagier y Schmetterlinge im Bauch
- 2001 : Ein Stück vom Glück (telefilm)
- 2001 : Zwei unter einem Dach (telefilm)
- 2001 : Großstadtrevier (serie TV), episodio Der süße Betrug
- 2001 : Wilder Kaiser (serie TV), episodio Der Wolf
- 2002 : Freundschaft mit Herz (serie TV), episodios Vaterliebe y Ein schwerer Schlag
- 2002 : Ein Fall für zwei (serie TV), episodio Penthouse mit Leiche
- 2002 : Klinikum Berlin Mitte – Leben in Bereitschaft (serie TV), episodio Abgesperrt
- 2002 : Ein himmlisches Weihnachtsgeschenk (telefilm)
- 2003 : Heimatgeschichten (serie TV), episodio Der Schatzgräber
- 2004 : In aller Freundschaft (serie TV), episodio Ein Mann fürs Leben
- 2005 : Die Schwarzwaldklinik – Die nächste Generation (telefilm)
- 2005 : Die Schwarzwaldklinik – Neue Zeiten (telefilm)

## Radio (selección)
- 1961 : Georges Simenon: Maigret und der gelbe Hund, dirección de Heinz-Günter Stamm. Der Audio Verlag 2005. ISBN 978-3-8981-3390-6.
- 1967 : Eduard von Keyserling: Abendliche Häuser, dirección de Fritz Schröder-Jahn (BR)

## Audiolibros (selección)
- Iván Turguénev: Erste Liebe, Der Audio Verlag, ISBN 978-3-8623-1874-2 (Audible: 2016[5])